# Mengdingshan
Mengdingshan (kinesiska: 蒙顶山镇, 蒙顶山) är en köping i Kina. Den ligger i provinsen Sichuan, i den sydvästra delen av landet, omkring 110 kilometer sydväst om provinshuvudstaden Chengdu. Antalet invånare är 12 589. Befolkningen består av 6 114 kvinnor och 6 475 män. Barn under 15 år utgör 14,0 %, vuxna 15-64 år 75 %, och äldre över 65 år 10,0 %.
Genomsnittlig årsnederbörd är 1 442 millimeter. Den regnigaste månaden är juli, med i genomsnitt 387 mm nederbörd, och den torraste är januari, med 12 mm nederbörd.